# Большое Братцево
Большое Братцево — деревня в Кольчугинском районе Владимирской области России, входит в состав Ильинского сельского поселения.

## География
Деревня расположена в 12 км на север от центра поселения посёлка Большевик и в 16 км на север от райцентра города Кольчугино.

## История
В XIX — начале XX века деревня входила в состав Давыдовской волости Юрьевского уезда, с 1925 года — в составе Кольчугинской волости Александровского уезда. В 1859 году в деревне числилось 20 дворов, в 1905 году — 28 дворов.
С 1929 года деревня входила в состав Золотухинского сельсовета Кольчугинского района, с 1954 года — в составе Ильинского сельсовета, с 2005 года — в составе Ильинского сельского поселения.

## Население
| 1859 | 1905 | 2002 | 2010 | 2021 |
| ---- | ---- | ---- | ---- | ---- |
| 186  | ↘169 | ↘1   | ↗3   | ↗9   |